# Luite
Luite är en stadsdel i distriktet Kesklinn i Estlands huvudstad Tallinn.